# Condominio Punta Roca
El Condominio Punta Roca es un edificio ubicado en Ave. Winston Churchill, Urbanización Desarrollo Bahía n.º 6, Punta Paitilla, Panamá. Hermano del Condominio Península, es una edificación ubicada en el Complejo Urbano de la Compañía inmobiliaria Desarrollo Bahía, junto a otros 6 edificios de la misma constructora como los son Bayside Tower, Mar de Plata, Mediterrané, Península, Villa Marina y el The Point. 

## La Forma
- Su altura es de 138 metros y tiene 46 pisos.
- El área total del rascacielos es: 28,000 m².

## Detalles Importantes
- Su construcción comenzó en el 2002 y finalizó en el 2004.
- Es considerado el edificio una construcción Moderna.

## Datos clave
- Altura: 138 m.
- Espacio total: 28,000 m².
- Condición: Construido.
- Rango: 	
  - En Panamá: 2004: 4º lugar.